# Kyotaro Yamakoshi
Kyotaro Yamakoshi (jap. 山越 享太郎 Yamakoshi Kyotaro; ur. 18 marca 1991) – japoński piłkarz występujący na pozycji obrońcy.

## Kariera klubowa
Od 2012 do 2016 roku występował w klubach Kawasaki Frontale i Tochigi SC.